# Пам'ятники Броварів
У цій статті наведено перелік пам'ятників, пам'ятних комплексів, меморіалів, монументів, визначних скульптур і меморіальних табличок, встановлених у Броварах. Окремим розділом наведені об'єкти, які існували в населеному пункті в минулому.
У сучасних  Броварах багато об'єкти присвячені темам Другої світової війни, жертвам Голодомору, пам'яті Тараса Шевченка, жертвам радянсько-афганської війни, українським бійцям російсько-української війни тощо.

## Наявні

### Пам'ятники, меморіали та скульптури
| Назва | Дата встановлення | Розташування                                                                                              | Координати                                                                   | Фото | Короткі відомості |
| Спецпідрозділу «Беркут», пам'ятник                                                                       | | по вулиці Ярослава Мудрого, 53; на території бази колишнього спецпідрозділу «Беркут»                      | 50°30′9.3″ пн. ш. 30°47′11.77″ сх. д. / 50.502583° пн. ш. 30.7866028° сх. д. |      | Виконаний у вигляді стели, на якій встановлений стилізований герб спецпідрозділу «Беркут» із зображенням щита, меча та з написом «життя заради життя». |
| «Братська могила загиблих радянських воїнів», обеліск                                                    | 1967 | у парку Слави по вулиці Київській, 233, який з 2013 року опинився у власності церкви Петра і Павла УПЦ МП | 50°30′33″ пн. ш. 30°46′43″ сх. д. / 50.50917° пн. ш. 30.77861° сх. д.        |      | З розповідей броварських краєзнавців, на місці скверу в 1920-х роках влаштували поховання Українських січових стрільців армії УНР, загиблих у боротьбі з більшовицькою Росією. У 1932—1933 роках ховали загиблих жертв Голодомору. Під час Другої світової війни нацисти організували концентраційний табір, у якому загинуло багато бранців.                                                                 |
| В'їзні ворота до колишнього аеропорту цивільної авіації                                                  | 1935 | |                                                                              |      | У вигляді двох колонад, на одній із яких встановлена пам'ятна табличка. |
| «Воїнам-інтернаціоналістам всіх часів і народів від вдячних броварчан», гармата на постаменті            | | на території Броварського міськрайонного суду по вулиці Грушевського                                      | 50°30′2″ пн. ш. 30°47′24″ сх. д. / 50.50056° пн. ш. 30.79000° сх. д.         |      | 76,2-мм дивізійна гармата зразка 1942 року ЗіС-3 |
| Героям Чорнобиля                                                                                         | | по вулиці Симона Петлюри біля пожежної частини                                                            | 50°31′5″ пн. ш. 30°48′29″ сх. д. / 50.51806° пн. ш. 30.80806° сх. д.         |      | |
| Динозавру, скульптура                                                                                    | 2012 | у парку «Перемога»                                                                                        | 50°30′21.1″ пн. ш. 30°47′15.9″ сх. д. / 50.505861° пн. ш. 30.787750° сх. д.  |      | [ 6 ] [ 7 ] |
| Жертвам Голодомору та політичних репресій                                                                | 2008 | біля храму Покрови Пресвятої Богородиці по вулиці Героїв України                                          | 50°30′31″ пн. ш. 30°47′35″ сх. д. / 50.50861° пн. ш. 30.79306° сх. д.        |      | Споруджено на кошти Френка Ставіцького (Миколи Самійловича Залозного) з Австралії, колишнього мешканця села Княжичі. |
| Жертвам фашизму, пам'ятний хрест                                                                         | | у парку Слави по вулиці Київській, поруч із братською могилою загиблих радянських воїнів                  | 50°30′34″ пн. ш. 30°46′43″ сх. д. / 50.50944° пн. ш. 30.77861° сх. д.        |      | Установлено на місці, де було закатовано в'язнів фільтраційного табору німецькими окупантами у 1941—1943 роках |
| Жителям Броварів — жертвам Голодомору 1932-33 років, пам'ятний хрест                                     | 19 листопада 2008 | біля церкви Святих Апостолів Петра і Павла у парку Слави по вулиці Київській                              | 50°30′33″ пн. ш. 30°46′44″ сх. д. / 50.50917° пн. ш. 30.77889° сх. д.        |      | Пам'ятний хрест було відкрито на місці, де в 1932—33 роках відбувалось масове поховання мешканців міста, що померли від голоду. У церемонії відкриття взяли участь представники міської влади, духовенство, працівники краєзнавчого музею, вчителі і учні загальноосвітніх шкіл міста та пересічні громадяни. Було проведено панахиди, учасники заходу запалили свічки та поклали квіти до пам'ятного хреста. |
| Жителям Броварів — жертвам Голодомору 1932-33 років, пам'ятний хрест                                     | 19 листопада 2008 | на розі вулиць Ярмаркової та Відродження на Пекарні, біля водонапірної башти                              | 50°29′51″ пн. ш. 30°45′23″ сх. д. / 50.49750° пн. ш. 30.75639° сх. д.        |      | Пам'ятний хрест було відкрито на місці, де в 1932—33 роках відбувалось масове поховання мешканців міста, що померли від голоду. У церемонії відкриття взяли участь представники міської влади, духовенство, працівники краєзнавчого музею, вчителі і учні загальноосвітніх шкіл міста та пересічні громадяни. Було проведено панахиди, учасники заходу запалили свічки та поклали квіти до пам'ятного хреста. |
| Загиблим у роки ВВВ броварчанам, меморіал                                                                | 1980 | по вулиці Ярослава Мудрого, поруч з парком «Перемога»                                                     | 50°30′14″ пн. ш. 30°47′24″ сх. д. / 50.50389° пн. ш. 30.79000° сх. д.        |      | Архітектор О. К. Стукалов, скульптор І. М. Копайгоренко[джерело?] |
| Місце спочинку жертв Другої світової війни, що загинули під час бойових дій 1941—1943 років у м. Бровари | | у парку імені Т. Г. Шевченка на розі вулиць Київської та Ярослава Мудрого (на «Розвилці»)                 | 50°29′59″ пн. ш. 30°46′23″ сх. д. / 50.49972° пн. ш. 30.77306° сх. д.        |      | |
| На братській могилі радянських воїнів                                                                    | 1963 | на території військової частини біля автотраси Київ — Чернігів                                            |                                                                              |      | |
| На братській могилі радянських воїнів                                                                    | 1985 | на території військової частини біля автотраси Київ — Чернігів                                            |                                                                              |      | |
| Поштово-кінній станції, де часто бував Шевченко Тарас Григорович, пам'ятна табличка                      | | на площі Шевченка, біля сучасної будівлі Палацу урочистих подій по вулиці Київській (на «Розвилці»)       | 50°29′58″ пн. ш. 30°46′17″ сх. д. / 50.49944° пн. ш. 30.77139° сх. д.        |      | |
| Працівникам аерофлоту і воїнам Червоної армії                                                            | 1969 | в кінці вулиці Броварської сотні, військове містечко «Аеропорт», біля центру «Сапсан-Спорт»               |                                                                              |      | Пам'ятник на братській могилі працівників аерофлоту і воїнів Червоної армії. |
| Працівникам пожежної охорони Київщини, учасникам ліквідації аварії на ЧАЕС                               | 26 квітня 2001 | у Парку «Перемоги»                                                                                        | 50°30′33″ пн. ш. 30°47′13″ сх. д. / 50.50917° пн. ш. 30.78694° сх. д.        |      | |
| Церкві Святої Трійці                                                                                     | 14 вересня 2013 | у парку імені Т. Г. Шевченка                                                                              | 50°29′58.5″ пн. ш. 30°46′22.6″ сх. д. / 50.499583° пн. ш. 30.772944° сх. д.  |      | Пам'ятник встановлений на місці першого розташування церкви Святої Трійці, перша згадка про яку датується 1631 роком. |
| Сонячний годинник                                                                                        | 2004 | на Майдані Свободи                                                                                        | 50°30′40.3″ пн. ш. 30°47′24″ сх. д. / 50.511194° пн. ш. 30.79000° сх. д.     |      | Металевий сонячний годинник. На композиції зазначені міста-побратими Броварів. |
| Сонячній системі (у народі — Чупа-чупс)                                                                  | | у Парку «Перемоги»                                                                                        | 50°30′26.7″ пн. ш. 30°47′09.2″ сх. д. / 50.507417° пн. ш. 30.785889° сх. д.  |      | |
| Радянському воїну на колишній братській могилі загиблих працівників аерофлоту та воїнів Червоної армії   | 1985 | поблизу залишків колонади в'їзних воріт до колишнього Київського аеропорту цивільної авіації              |                                                                              |      | |
| Русалка                                                                                                  | | у Парку «Перемога»                                                                                        | 50°30′25.8″ пн. ш. 30°47′08.2″ сх. д. / 50.507167° пн. ш. 30.785611° сх. д.  |      | |
| Шевченкові Тарасу Григоровичу                                                                            | 1923 (деревя'ний бюст), 1939 (бетонний бюст), 1964 (гранітний)[джерело?], реконструкції: 2009 та 2013 (вигляд до) років | у парку імені Т. Г. Шевченка на розі вулиць Київської та Ярослава Мудрого (на «Розвилці»)                 | 50°29′58″ пн. ш. 30°46′21″ сх. д. / 50.49944° пн. ш. 30.77250° сх. д.        |      | 2009 року пам'ятник відреставрували, зокрема замінили облицювання на постаменті. 2013 року в рамках реконструкції скверу імені Тараса Шевченка повністю відреконструювали і пам'ятник. На оновленому пам'ятнику розмістили цитату з вірша «Молитва»: \| А всім нам вкупі на землі Єдиномисліє подай І братолюбіє пошли. \|                                                                                    |
| На відзначення 150-ї річниці похорону Тараса Григоровича Шевченка                                        | 2001 | у парку імені Т. Г. Шевченка на розі вулиць Київської та Ярослава Мудрого (на «Розвилці»)                 | 50°29′59″ пн. ш. 30°46′22″ сх. д. / 50.49972° пн. ш. 30.77278° сх. д.        |      | |
| Небесній сотні                                                                                           | 21 лютого 2015 року | на майдані Свободи                                                                                        | 50°30′39.8″ пн. ш. 30°47′23.7″ сх. д. / 50.511056° пн. ш. 30.789917° сх. д.  |      | Кам'яна стела з червоного граніту. Зображені тризуб і стилізовані крила, на яких розміщені написи. |
| На честь воїнів 163-ї Роменсько-Київської стрілецької дивізії, пам'ятний знак                            | 1994 | біля фасаду Броварського краєзнавчого музею (вулиця Героїв України, 6)                                    | 50°30′48″ пн. ш. 30°47′11″ сх. д. / 50.51333° пн. ш. 30.78639° сх. д.        |      | Пам'ятний знак на честь воїнів 163-ї Роменсько-Київської, ордена Леніна, Червонопрапорної, орденів Суворова і Кутузова, стрілецької дивізії, які 25 вересня 1943 року, звільнили Бровари від німецьких окупантів. |
| На честь загиблих воїнів 200-ї стрілецької дивізії і 4-го полку НКВС ім. Ф. Е. Дзержинського             | 1983 | у Приозерному парку по вулиці Білодібровній, на північ від озера                                          | 50°30′15″ пн. ш. 30°45′05″ сх. д. / 50.50417° пн. ш. 30.75139° сх. д.        |      | До 1 червня 2016 року табличка на стелі, присвяченій 200-ій дивізії та 4-му полку НКВС, зруйнована. 17 серпня 2022 року стелу, на якій була встановлена табличка, демонтовано повністю. 25 грудня 2024 року Мінкульт вивів з реєстру пам'ятник, що легалізувало його демонтаж. |
| Стела на в'їзді до Броварів з боку Києва                                                                 | 2009 | на початку вулиці Київської                                                                               | 50°29′28″ пн. ш. 30°44′25″ сх. д. / 50.49111° пн. ш. 30.74028° сх. д.        |      | |
| Чорнобильцям-правоохоронцям                                                                              | 26 квітня 2015 року | на вулиці Ярослава Мудрого, 24; на території броварського відділення міліції                              | 50°29′58.9″ пн. ш. 30°46′37.1″ сх. д. / 50.499694° пн. ш. 30.776972° сх. д.  |      | Пам'ятник присвячений працівникам органів внутрішніх справ Броварщини — учасникам ліквідації аварії на Чорнобильській АЕС. |
| Миколі Лисенку                                                                                           | 19 жовтня 2019 року | біля озера Качиного на вул. Фонтене-су-Буа                                                                | 50°30′42.2″ пн. ш. 30°48′04.4″ сх. д. / 50.511722° пн. ш. 30.801222° сх. д.  |      | Пам'ятний знак присвячений досліднику Биківнянських могил Миколі Лисенку, який жив неподалік |
| Черепаха з черепашенятами                                                                                | | Біля одного з входів до ТРЦ «Термінал»                                                                    | 50°31′37″ пн. ш. 30°47′41″ сх. д. / 50.52694° пн. ш. 30.79472° сх. д.        |      | |
| Голуб миру                                                                                               | 14 жовтня 2021 року | на майдані Свободи                                                                                        | 50°30′39″ пн. ш. 30°47′26″ сх. д. / 50.51083° пн. ш. 30.79056° сх. д.        |      | Монумент присвячено захисникам України, учасникам АТО/ООС, урочисто відкрито 14 жовтня 2021 року. Монумент являє собою скульптуру українського воїна, обабіч якого стоять діти (дівчинка і хлопчик), а позаду знаходяться стилізовані розпущені крила. |
| А всім нам вкупі на землі Єдиномисліє подай І братолюбіє пошли.                                          | | |                                                                              |      | |

### Відомі пам'ятники на кладовищах
| Назва                                                     | Дата встановлення       | Розташування                  | Координати                                                                      | Фото        | Короткі відомості |
| Пам'ятник на похованні Ольги Гасин                        | за незалежності України | на Новому міському кладовищі  | 50°30′00.88″ пн. ш. 30°47′53.53″ сх. д. / 50.5002444° пн. ш. 30.7982028° сх. д. |             | Пам'ятник розташований на могилі Ольги Гасин, на Новому міському кладовищі. На пам'ятній плиті зображений герб України, а також — ім'я і роки життя Олекси Гасина, чоловіка Ольги. Поховання Олекси в могилі нема. Зі слів родини Гасинів, на могилі спочатку був звичайний хрест. Пам'ятник встановили за часів незалежності України. |
| Пам'ятник на похованні Ісаака Фельдмана та Олени Павлової | поч. травня 2013 року   | на Старому міському кладовищі | 50°30′11.6″ пн. ш. 30°47′34.1″ сх. д. / 50.503222° пн. ш. 30.792806° сх. д.     | більше фото | Пам'ятник розташований на могилі Ісаака Фельдмана та Олени Павлової, на Старому міському кладовищі. На пам'ятній плиті з аверсу зображені імена померлих, роки життя Ісаака Фельдмана, медичний знак. З реверсу — зображення Ісаака Фельдмана та його прізвище з ініціалами. До встановлення пам'ятника поховання було у вигляді двох могил. Над похованням Ісаака Фельдмана стояв металевий пам'ятник із фотографією та табличкою з його іменем і роками життя. |

### Меморіальні дошки
| Назва | Дата встановлення    | Розташування                                                                            | Координати                                                                      | Фото | Короткі відомості |
| Олександру Білану, кавалеру ордена Червоної Зірки, загиблому у радянсько-афганській війні                | 12 лютого 2013 року  | на вулиці Благодатній, 80; біля центрального входу школи № 3                            | 50°29′53.9″ пн. ш. 30°45′09.5″ сх. д. / 50.498306° пн. ш. 30.752639° сх. д.     |      | Установлено біля центрального входу школи, де з 1967 по 1977 роки навчався загиблий. |
| Олексію Большеченку, директору заводу порошкової металургії, почесному громадянину Броварів              |                      | на бульварі Незалежності, 3                                                             | 50°30′44.2″ пн. ш. 30°47′31.9″ сх. д. / 50.512278° пн. ш. 30.792194° сх. д.     |      | Меморіальна дошка, як на ній зазначено, встановлена на будинку, де мешкав Олексій Большеченко. |
| Абраму Гальбичу, члену ревкому, радянському окупанту                                                     |                      | на садибному будинку по вулиці Миколи Костомарова, 10                                   | 50°30′13.32″ пн. ш. 30°46′20.52″ сх. д. / 50.5037000° пн. ш. 30.7723667° сх. д. |      | Установлено на честь більшовика, одного з перших організаторів окупаційної радянської влади у Броварах. |
| Аркадію Голубу, нагородженому орденом «За мужність» III ступеня, загиблому в радянсько-українській війні | 17 жовтня 2016 року  | на вулиці Благодатній, 80; біля центрального входу школи № 3                            | 50°29′53.9″ пн. ш. 30°45′09.5″ сх. д. / 50.498306° пн. ш. 30.752639° сх. д.     |      | Установлено біля центрального входу школи, де навчався загиблий. |
| Антоніні Дворянець, Герою України, загиблій із Небесної сотні                                            | 17 квітня 2015 року  | на вулиці Чорних Запорожців, 56а                                                        | 50°31′12.1″ пн. ш. 30°47′55.8″ сх. д. / 50.520028° пн. ш. 30.798833° сх. д.     |      | Установлено на під'їзді будинку, де з 1987 по 2014 роки мешкала загибла. |
| Побудові школи до 60-річчя жовтневого перевороту 1917 року                                               | 1977                 | на вулиці Володимира Великого, 6; на будівлі школи № 2                                  | 50°30′32.2″ пн. ш. 30°49′47.7″ сх. д. / 50.508944° пн. ш. 30.829917° сх. д.     |      | Встановлена на стіні школи, неподалік центрального входу. |
| Євгенію Зеленському, Герою України, загиблому вояку російсько-української війни                          | 18 грудня 2014 року  | на вулиці Благодатій, 80; у приміщенні школи № 3                                        | 50°29′53.9″ пн. ш. 30°45′09.5″ сх. д. / 50.498306° пн. ш. 30.752639° сх. д.     |      | Установлено у приміщенні школи, де навчався вояка. |
| Євгенію Зеленському, Герою України, загиблому вояку російсько-української війни                          | ~ травень 2015 року  | на вулиці Благодатній, 80; біля центрального входу школи № 3                            | 50°29′53.9″ пн. ш. 30°45′09.5″ сх. д. / 50.498306° пн. ш. 30.752639° сх. д.     |      | Установлено біля центрального входу школи, де навчався вояка. |
| Штабу Південно-Західного фронту, яким командував Михайло Кирпонос                                        |                      | на садибному будинку по вулиці Благодатній, 113-115                                     | 50°29′58.11″ пн. ш. 30°45′29.39″ сх. д. / 50.4994750° пн. ш. 30.7581639° сх. д. |      | Як зазначено на дошці, у липні-серпні 1941 року в будинку перебував штаб Південно-Західного фронту, яким командував Михайло Кирпонос. |
| Курсантам, що загинули під час бомбардувань Броварського аеропорту                                       |                      | на в'їзді до спорткомплексу «Сапсан» по вулиці Броварської сотні, 29                    | 50°30′19″ пн. ш. 30°51′04″ сх. д. / 50.505331° пн. ш. 30.8510417° сх. д.        |      | Табличка розташована на колишньому центральному вході до аеропорту. |
| Марії Лагуновій, танкістці Червоної армії, почесній громадянці Броварів                                  |                      | на вулиці Марії Лагунової, 4                                                            | 50°30′52″ пн. ш. 30°47′25.2″ сх. д. / 50.51444° пн. ш. 30.790333° сх. д.        |      | Як зазначено на дошці, вона встановлена по вулиці, яка названа на честь Марії Лагунової. |
| Марії Лагуновій, танкістці Червоної армії, почесній громадянці Броварів                                  |                      | на вулиці Володимира Великого, 4                                                        | 50°30′30″ пн. ш. 30°49′46″ сх. д. / 50.5084101° пн. ш. 30.8295009° сх. д.       |      | Як зазначено на дошці, вона встановлена на будинку, у якому Марія Лагунова мешкала з грудня 1976 року по грудень 1995 року. |
| Побудові школи до 100-річчя із дня народження Володимира Леніна, вождя більшовиків                       |                      | на вулиці Благодатній, 80; біля центрального входу школи № 3                            | 50°29′53.9″ пн. ш. 30°45′09.5″ сх. д. / 50.498306° пн. ш. 30.752639° сх. д.     |      | Станом на 23 лютого 2016 року замазана білим. |
| Миколі Осіпову, члену ревкому, радянському окупанту                                                      |                      | поблизу початку вулиці Переяславський шлях; на будинку по вулиці Ярослава Мудрого, 8    | 50°29′57.3″ пн. ш. 30°46′28.7″ сх. д. / 50.499250° пн. ш. 30.774639° сх. д.     |      | Установлено на честь більшовика, одного з перших організаторів окупаційної радянської влади у Броварах. |
| Івану Сокуру, заслуженому лікарю України, почесному громадянину Броварів                                 |                      | на вулиці Шевченка, 14; на будівлі полікліники Броварської центральної районної лікарні | 50°30′42.7″ пн. ш. 30°45′44.7″ сх. д. / 50.511861° пн. ш. 30.762417° сх. д.     |      | Очільнику Броварської центральної районної лікарні в 1982—2008 роках. |
| Страченим броварцям, прихильним до СРСР                                                                  | 22 вересня 1989 року | на вулиці Київській, 153; на будівлі школи № 1                                          | 50°29′57″ пн. ш. 30°46′10″ сх. д. / 50.4991945° пн. ш. 30.7695374° сх. д.       |      | Установлено на будівлі школи, де, згідно із інформації на табличці, у 1942 році німецькі окупанти стратили мешканців Броварів, прихильних до СРСР, а саме: Дмитра Білецького, Петра Верещагіна, Миколу Дятла, Івана Тонкого та Павла Щербака. |
| Дмитру Чепурному, українському радянському письменнику                                                   |                      | на вулиці Благодатній, 80; біля центрального входу школи № 3                            | 50°29′53.9″ пн. ш. 30°45′09.5″ сх. д. / 50.498306° пн. ш. 30.752639° сх. д.     |      | Установлено біля центрального входу до школи, де в 1917 — 1923 роках навчався Дмитро Чепурний. |
| Ісааку Фельдману, відомому лікарю Броварів                                                               |                      | на вулиці Ярослава Мудрого, 45; на будівлі дитячої поліклініки                          | 50°30′06″ пн. ш. 30°46′59.8″ сх. д. / 50.50167° пн. ш. 30.783278° сх. д.        |      | Установлено на будівлі колишньої лікарні, де з 1902 до 1942 років працював Ісаак Фельдман. |
| Дмитру Янченку та Сергію Москаленку, загиблим воякам російсько-української війни                         | 25 травня 2016 року  | на вулиці Володимира Великого, 6; на фасаді школи № 2                                   | 50°30′32.2″ пн. ш. 30°49′48.9″ сх. д. / 50.508944° пн. ш. 30.830250° сх. д.     |      | Встановлена на фасаді школи, у якій навчалися загиблі вояки. |

### Інші
| Назва                                                                                 | Дата встановлення | Розташування       | Координати                                                            | Фото | Короткі відомості |
| Про подарунок дитячого майданчика від жителів міста-побратима Броварів Рокфорда (США) | травень 1994      | у Парку «Перемоги» | 50°30′29″ пн. ш. 30°47′26″ сх. д. / 50.50806° пн. ш. 30.79056° сх. д. |      |                   |

## Колишні
Об'єкти наведені в хронологічному порядку їхнього демонтажу.
| Назва | Дата встановлення                                     | Дата демонтажу                  | Розташування                                                                                            | Координати                                                                  | Фото | Короткі відомості |
| «Царю Олександру ІІ», пам'ятник | 1859 року                                             | 1917 року                       | у нинішньому парку Шевченка                                                                             | 50°29′58″ пн. ш. 30°46′21″ сх. д. / 50.49944° пн. ш. 30.77250° сх. д.       |      | Встановлений разом з відкриттям нового приміщення Свято-Троїцької церкви. Розбитий більшовиками[джерело?] в 1917 році. |
| «На честь 30-річчя визволення м. Броварів від фашистських загарбників і на відзнаку мужності і героїзму воїнів 2-ї повітняної армії», пам'ятник          | вересень 1973 року                                    | не пізніше 2004 року            | на нинішньому майдані Свободи                                                                           | 50°30′38.8″ пн. ш. 30°47′26.2″ сх. д. / 50.510778° пн. ш. 30.790611° сх. д. |      | Був демонтований. Являв собою літак МіГ-15, встановлений на постаменті з табличкою із назвою пам'ятника. Літак і табличку з назвою використали для побудови іншого пам'ятного комплексу в парку «Перемога». |
| Антону Андреєву, члену 1-го броварського ревкому, радянському окупанту, меморіальна дошка                                                                |                                                       | ~1990-ті роки                   | на будинку по вулиці Дмитра Янченка, 2                                                                  | 50°29′28.8″ пн. ш. 30°44′54.7″ сх. д. / 50.491333° пн. ш. 30.748528° сх. д. |      | Була встановлена на честь більшовика, одного з перших організаторів окупаційної радянської влади у Броварах. |
| Володимиру Леніну, пам'ятник |                                                       | у ніч проти 21 лютого 2014 року | на розі вулиць Київської, Гонти та Петропавлівської, перед будівлею Броварської міжрайонної прокуратури | 50°29′55″ пн. ш. 30°45′56″ сх. д. / 50.49861° пн. ш. 30.76556° сх. д.       |      | Був зруйнований під час всеукраїнського «Ленінопаду» після трагічних подій 18—20 лютого 2014 року. Пізніше, 19 травня, на постаменті від пам'ятника громадські активісти відкрили «Меч справедливості». |
| Меч справедливості, пам'ятник | 19 травня 2014 року                                   | 7 липня 2014 року               | на розі вулиць Київської, Гонти та Петропавлівської, перед будівлею Броварської міжрайонної прокуратури | 50°29′55″ пн. ш. 30°45′56″ сх. д. / 50.49861° пн. ш. 30.76556° сх. д.       |      | Відкрили громадські активісти місцевого «Люстраційного комітету» на постаменті від знесеного 21 лютого пам'ятника Володимиру Леніну. «Меч справедливості» символізував боротьбу з корупцією та люстрацію влади. Згодом його разом із залишками постамента демонтували комунальні служби міста. |
| Володимиру Леніну, меморіальна дошка | 22 квітня 1990 року                                   | влітку 2015 року                | на вулиці Благодатній, 80; біля центрального входу школи № 3                                            | 50°29′53.9″ пн. ш. 30°45′09.5″ сх. д. / 50.498306° пн. ш. 30.752639° сх. д. |      | Була врочисто відкрита до 120-ї річниці із дня народження Володимира Леніна. Зі слів голови комісії Броварської міської ради з питань найменувань і пам'ятних знаків, станом на 18 серпня 2015 року табличка демонтована. |
| Дубу, посадженому представниками з міста-побратима Броварів Щолково (Росія, Московська область), пам'ятний знак                                          | 19 вересня 1998                                       | бл. 12 вересня 2016             | у парку «Перемога»                                                                                      | 50°30′26″ пн. ш. 30°47′29″ сх. д. / 50.50722° пн. ш. 30.79139° сх. д.       |      | Станом на червень 2016 року пошкоджений. Орієнтовно 12 вересня 2016 року табличку пам'ятного знаку демонтували невідомі. |
| 1-ій гвардійській армії, армії СРСР, меморіальна дошка                                                                                                   |                                                       | до 14 жовтня 2016               | на вулиці Київській, 153; на будівлі школи № 1                                                          | 50°29′57″ пн. ш. 30°46′10″ сх. д. / 50.4991945° пн. ш. 30.7695374° сх. д.   |      | Була встановлена на будівлі школи, де, згідно з інформації на табличці, у 1943 році був розташований штаб 1-ій гвардійській армії. |
| Степану Красовському, герою СРСР, почесному громадянину Броварів                                                                                         |                                                       | до 16 листопада 2016 року       | на будинку по вулиці Сергія Москаленка, 2                                                               | 50°30′34″ пн. ш. 30°49′13″ сх. д. / 50.5094523° пн. ш. 30.8202901° сх. д.   |      | Як зазначено на дошці, вона встановлена по вулиці, яка була названа на честь Степана Красовського. |
| Михайлу Кирпоносу, герою СРСР, командуючому Південно-Західним фронтом                                                                                    |                                                       | 29 листопада 2016 року          | на будинку по вулиці Героїв УПА, 1                                                                      | 50°30′34.2″ пн. ш. 30°47′42.7″ сх. д. / 50.509500° пн. ш. 30.795194° сх. д. |      | Як зазначено на дошці, вона була встановлена по вулиці, яка була названа на честь Михайла Кирпоноса. Демонована комунальним підприємством на виконання рішення Броварської міської ради. |
| Штабу більшовиків, яким керував Микола Щорс |                                                       | 29 листопада 2016 року          | на вулиці Київській, 69, на розі з вулицею Коцюбинського                                                | 50°29′42.8″ пн. ш. 30°45′14.3″ сх. д. / 50.495222° пн. ш. 30.753972° сх. д. |      | Був виконаний у вигляді стіни із пам'ятною дошкою. Установлено на місці, де стояв будинок, в якому з 31 січня до 5 лютого 1919 року перебував штаб Миколи Щорса. Він керував боями за захоплення Києва. Станом на 23 лютого 2016 року був замальований чорним. Пам'ятну дошку демонтували 29 листопада 2016 року на виконання рішення Броварської міської ради. |
| Героям СРСР, жителям Броварів | 1995                                                  | по травень 2017 року            | у парку «Перемога», біля пам'ятника 2-ій повітряній армії                                               | 50°30′32″ пн. ш. 30°47′18″ сх. д. / 50.50889° пн. ш. 30.78833° сх. д.       |      | |
| «Броварчанам-інтернаціоналістам, які загинули в Афганістані 1979 — 1989»                                                                                 | травень 2013                                          | 30.05.2022                      | у парку «Перемога»                                                                                      | 50°30′27″ пн. ш. 30°47′20″ сх. д. / 50.50750° пн. ш. 30.78889° сх. д.       |      | Після початку російського вторгнення, міський голова Броварів, провів опитування в своєму телеграм каналі, щодо необхідності проведення демонтажу техніки радянського періоду, в рамках дерусифікації. Згодом, для реалізації результатів опитування, виконком броварської міської ради, одноголосно затвердив рішення про демонтаж пам'ятників, які створені зі зразків військової техніки радянського періоду, в парку «Перемога». БТР і Танк Т-34 знято з постаментів і передано на баланс броварському ТЦКСП, а літак МіГ-15, відповідно до листа-звернення Державного музею авіації ім.О.К.Антонова, передано у фонди музею на постійне зберігання з подальшим експонуванням у колекції літаків. На місці де знаходились БТР і танк лишились лише бетонні конструкції, на якій було встановлено техніку. Меморіальні таблички також демонтовані. На місці де знаходився МіГ-15 облаштовано квітник. (літак і табличка з назвою раніше були частиною іншого пам'ятника, який стояв на нинішньому майдані Свободи) |
| Танкістам-визволителям | 2001                                                  | 30.05.2022                      | у Парку «Перемога»                                                                                      | 50°30′25″ пн. ш. 30°47′19″ сх. д. / 50.50694° пн. ш. 30.78861° сх. д.       |      | Після початку російського вторгнення, міський голова Броварів, провів опитування в своєму телеграм каналі, щодо необхідності проведення демонтажу техніки радянського періоду, в рамках дерусифікації. Згодом, для реалізації результатів опитування, виконком броварської міської ради, одноголосно затвердив рішення про демонтаж пам'ятників, які створені зі зразків військової техніки радянського періоду, в парку «Перемога». БТР і Танк Т-34 знято з постаментів і передано на баланс броварському ТЦКСП, а літак МіГ-15, відповідно до листа-звернення Державного музею авіації ім.О.К.Антонова, передано у фонди музею на постійне зберігання з подальшим експонуванням у колекції літаків. На місці де знаходились БТР і танк лишились лише бетонні конструкції, на якій було встановлено техніку. Меморіальні таблички також демонтовані. На місці де знаходився МіГ-15 облаштовано квітник. (літак і табличка з назвою раніше були частиною іншого пам'ятника, який стояв на нинішньому майдані Свободи) |
| «На честь 30-річчя визволення м. Броварів від фашистських загарбників і на відзнаку мужності і героїзму воїнів 2-ї повітряної армії», пам'ятний комплекс | не раніше вересня 1973 року, але не пізніше 2004 року | 30.05.2022                      | у парку «Перемога»                                                                                      | 50°30′32″ пн. ш. 30°47′17″ сх. д. / 50.50889° пн. ш. 30.78806° сх. д.       |      | Після початку російського вторгнення, міський голова Броварів, провів опитування в своєму телеграм каналі, щодо необхідності проведення демонтажу техніки радянського періоду, в рамках дерусифікації. Згодом, для реалізації результатів опитування, виконком броварської міської ради, одноголосно затвердив рішення про демонтаж пам'ятників, які створені зі зразків військової техніки радянського періоду, в парку «Перемога». БТР і Танк Т-34 знято з постаментів і передано на баланс броварському ТЦКСП, а літак МіГ-15, відповідно до листа-звернення Державного музею авіації ім.О.К.Антонова, передано у фонди музею на постійне зберігання з подальшим експонуванням у колекції літаків. На місці де знаходились БТР і танк лишились лише бетонні конструкції, на якій було встановлено техніку. Меморіальні таблички також демонтовані. На місці де знаходився МіГ-15 облаштовано квітник. (літак і табличка з назвою раніше були частиною іншого пам'ятника, який стояв на нинішньому майдані Свободи) |
| Антону Макаренку, видатному педагогу та письменнику | Невідомо                                              | ~2023–2024                      | на вулиці Київській, 235; на міському будинку культури                                                  | 50°30′28.1″ пн. ш. 30°46′40.6″ сх. д. / 50.507806° пн. ш. 30.777944° сх. д. |      | Установлено на будинку колишньої трудової колонії № 5, де в 1936—1937 роках працював Макаренко. Станом на 2025 рік відсутня та демонтована. |